# Single-Channel Analyzer
Der Single-Channel Analyzer (deutsch: Einkanal-Analysator), auch als Differentialdiskriminator bezeichnet, ist ein elektronisches Bauteil, welches ein Ausgangssignal erzeugt, sofern die Amplitude des Eingangssignals zwischen zwei vorher definierten Werten liegt.

## Wirkung
Die Wirkung dieser Einheit besteht somit darin, anzuzeigen, ob das Eingangssignal innerhalb eines bestimmten Amplitudenbands liegt (auch als Amplitudenfenster bezeichnet). Die Amplitude des Ausgangssignals ist von der des Eingangssignals unabhängig, es handelt sich also um ein logisches oder binäres Ausgangssignal.

## Systeme
Es gibt unterschiedliche Systeme, die als Single-Channel Analyzer bezeichnet werden. Diese unterscheiden sich z. B. darin, ob der untere und der obere Wert des Amplitudenfensters (LLD: lower-level discriminator und ULD: upper-level discriminator) unabhängig voneinander einstellbar sind oder ob nur die Fensterbreite veränderbar ist, während der untere Wert fest vorgegeben ist. Die meisten handelsüblichen SCAs bieten die Möglichkeit, den ULD auszuschalten. Das Gerät wird damit zu einem Integral-Diskriminator, das genau dann ein Ausgangssignal generiert, wenn das Eingangssignal eine zuvor definierte Amplitude überschreitet.

## Verwendung
Single-Channel Analyzer werden unter anderem in Teilchendetektoren verwendet. Dort treten Strahlungen von unterschiedlicher Energie auf, die auf verschiedene Teilchensorten hindeuten. Mithilfe eines Single-Channel Analyzer können selektiv nur solche Ereignisse (Strahlungsquanten) gezählt werden, die in ein bestimmtes Energiefenster fallen.